# Косарев, Евгений Александрович
Евгений Александрович Косарев (26 октября 1919 — 19 августа 2008) — советский дипломат. Чрезвычайный и полномочный посол.

## Биография
Участник Великой Отечественной войны. Окончил Московский авиационный институт им. С. Орджоникидзе (1944) и Высшую дипломатическую школу МИД СССР (1947). На дипломатической работе с 1947 года.
- В 1947—1954 годах — сотрудник Советской контрольной комиссии в Германии.
- В 1954—1957 годах — сотрудник центрального аппарата МИД СССР.
- В 1957—1961 годах — консул СССР в Карл-Маркс-Штадте (ГДР).
- В 1961—1965 годах — сотрудник центрального аппарата МИД СССР.
- В 1965—1969 годах — советник Посольства СССР в ФРГ.
- С 26 августа 1969 по 19 сентября 1979 года — чрезвычайный и полномочный посол СССР в Люксембурге[1].
- В 1979—1984 годах — главный советник Управления по планированию внешнеполитических мероприятий МИД СССР.
- С 12 июля 1984 по 24 ноября 1986 года — чрезвычайный и полномочный посол СССР в Исландии[2].

С 1987 года — в отставке.

## Награды
- Орден Отечественной войны II степени.
- Орден Дружбы народов.
- Орден «Знак Почёта» (22 октября 1971) [3]
- Медаль «За оборону Ленинграда».
- Другие медали.